# ویستا (کالیفرنیا)
ویستا (به انگلیسی: Vista) شهری در شهرستان سن دیه‌گو، کالیفرنیا ایالت کالیفرنیا است که در سرشماری سال ۲۰۱۰ میلادی، ۹۳۸۳۴ نفر جمعیت داشته است.